# 布尔奇科特区议会
波斯尼亚和黑塞哥维那布尔奇科特区议会是波斯尼亚和黑塞哥维那布尔奇科特区的立法机关，成立于2000年3月8日，设于布尔奇科。议会实行一院制。有31名议员，由直接选举产生。每届议会任期4年。现任主席是西尼萨·米利奇。